# Половецька сільська рада (Радехівський район)
| Половецька сільська рада — колишній орган місцевого самоврядування у Радехівському районі Львівської області з адміністративним центром у с. Полове. Сільській раді підпорядковані населені пункти: - с. Полове - с. Йосипівка |

## Склад ради
Рада складається з 14 депутатів та голови.

### Керівний склад ради
| ПІБ                   | Основні відомості                                                 | Дата обрання | Дата звільнення |
| --------------------- | ----------------------------------------------------------------- | ------------ | --------------- |
| Руда Оксана Пилипівна | Сільський голова, 1961 року народження, освіта, позапартійна      | 26.03.2006   | 31.10.2010      |
| Руда Оксана Пилипівна | Сільський голова, 1961 року народження, освіта вища, позапартійна | 31.10.2010   |                 |

Примітка: таблиця складена за даними джерела